# وزارت آموزش بریتانیا
وزارت آموزش بریتانیا (انگلیسی: Department for Education) یکی از وزارتخانه‌های دولت بریتانیا است که مسئول امور آموزشی کودکان و آموزش عالی، محافظت از کودکان، کارآموزی و مهارت آموزی را در این کشور برعهده دارد.
این وزارتخانه که در سال ۲۰۱۰ تأسیس شده ساختمان اصلی آن در خیابان گریت اسمیت لندن قرار دارد.